# Ятченко Сергій Олександрович
Сергі́й Олекса́ндрович Я́тченко (21 вересня 1985 — 17 серпня 2014) — старший сержант Збройних сил України, учасник російсько-української війни.

## Життєпис
Народився 1985 року в місті Кривий Ріг (Дніпропетровська область). Закінчив середню загальноосвітню школу № 104 селища Авангард у Кривому Розі. Після служби в армії здобув професійну освіту в Міжрегіональному центрі професійної перепідготовки, працював на приватному підприємстві «Сігма».
Мобілізований в березні 2014-го, старший стрілець, 25-а окрема повітрянодесантна бригада.
17 серпня 2014-го загинув під час обстрілу, який вели терористи з БМ-21 «Град», у ході пошуково-ударних дій. Тоді ж полягли капітани Ричков Вадим Володимирович та Шевчук Сергій Мирославович; лейтенант Коза Денис Євгенович; лейтенант Гаврюшин Денис Юрійович; старші сержанти Маковей Сергій Олександрович, Король Віталій Сергійович; молодші сержанти Маковей Сергій Олександрович і Федчук Сергій Володимирович; старший солдат Вакулич Володимир Володимирович; солдати Приходько Дмитро Вікторович та Єманов Олексій Петрович.
Поховано на кладовищі села Мар'янівка (Криворізький район).

## Нагороди та вшанування
- 14 листопада 2014 року за особисту мужність і героїзм, виявлені у захисті державного суверенітету та територіальної цілісності України, вірність військовій присязі під час російсько-української війни, відзначений — нагороджений орденом «За мужність» III ступеня (посмертно).
- На фасаді школи, де він навчався, встановлено дошку вшанування його пам'яті.
- Його портрет розміщений на меморіалі «Стіна пам'яті полеглих за Україну» у Києві: секція 2, ряд 10, місце 38.
- Вшановується 17 серпня на щоденному ранковому церемоніалі вшанування українських захисників, які загинули цього дня у різні роки внаслідок російської збройної агресії[1]